# Пурань (Вітенешть, Телеорман)
Пурань, Пурані (рум. Purani) — село у повіті Телеорман в Румунії. Входить до складу комуни Вітенешть.
Село розташоване на відстані 72 км на південний захід від Бухареста, 8 км на схід від Александрії, 134 км на схід від Крайови.

## Населення
За даними перепису населення 2002 року у селі проживали 806 осіб.
Національний склад населення села:
| Національність | Кількість осіб | Відсоток |
| -------------- | -------------- | -------- |
| румуни         | 787            | 97,6%    |
| цигани         | 19             | 2,4%     |

Рідною мовою назвали:
| Мова      | Кількість осіб | Відсоток |
| --------- | -------------- | -------- |
| румунська | 790            | 98,0%    |
| циганська | 16             | 2,0%     |